# Echinops sphaerocephalus
Il cardo-pallottola maggiore (nome scientifico Echinops sphaerocephalus L., 1753)  è una pianta angiosperma dicotiledone perenne, erbacea, dalle grandi infiorescenze sferiche, appartenente alla famiglia delle Asteraceae.

## Etimologia
Il nome del genere (Echinops) deriva dall'accostamento di due parole greche: ”echinos” = riccio e ”ops” = occhio, visione; questo vuol dire che la pianta a vederla sembra un riccio. L'epiteto specifico (“sphaerocephalus”) significa “con la testa a forma di sfera” e si riferisce alla forma dell'infiorescenza di queste piante.

Il binomio scientifico attualmente accettato (Echinops sphaerocephalus) è stato proposto da Carl von Linné (Rashult, 23 maggio 1707 – Uppsala, 10 gennaio 1778) biologo e scrittore svedese, considerato il padre della moderna classificazione scientifica degli organismi viventi, nella pubblicazione Species Plantarum del 1753.

## Descrizione

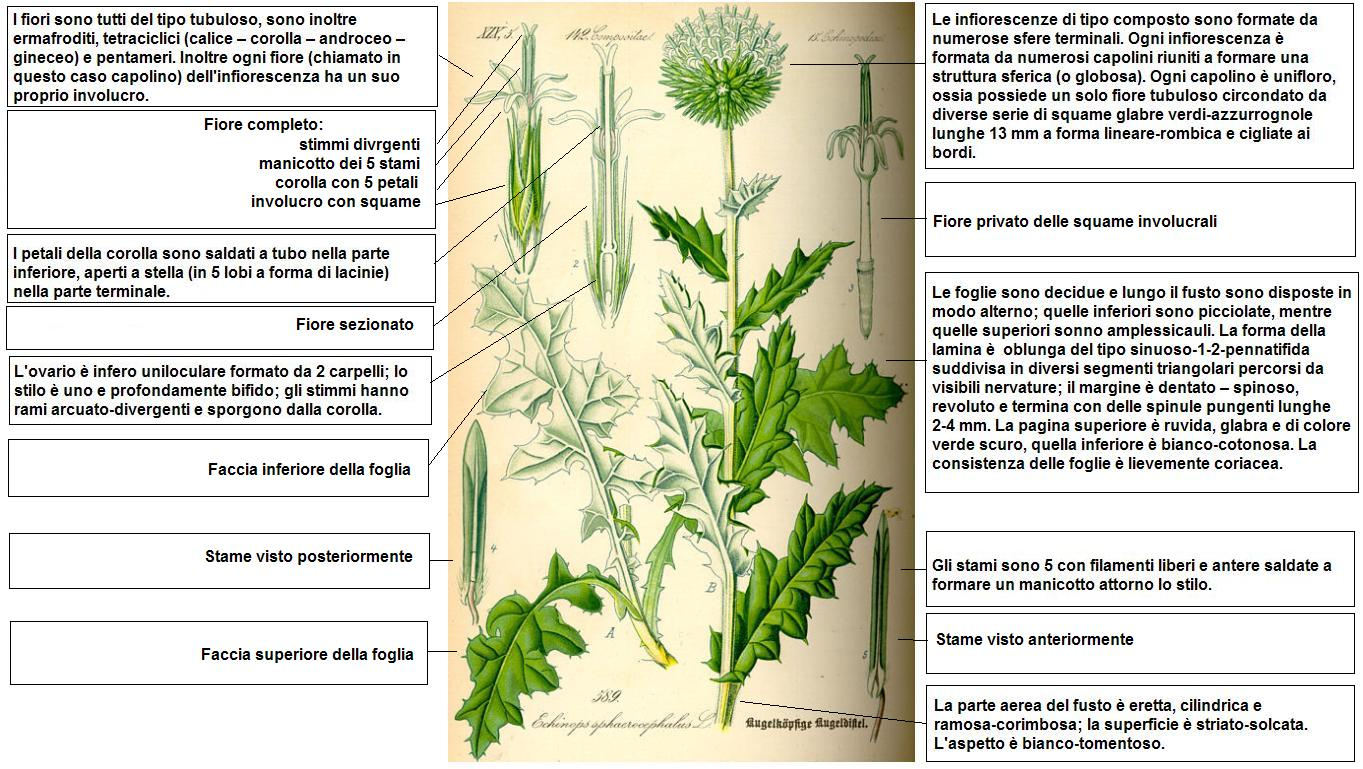
Descrizione delle parti della pianta

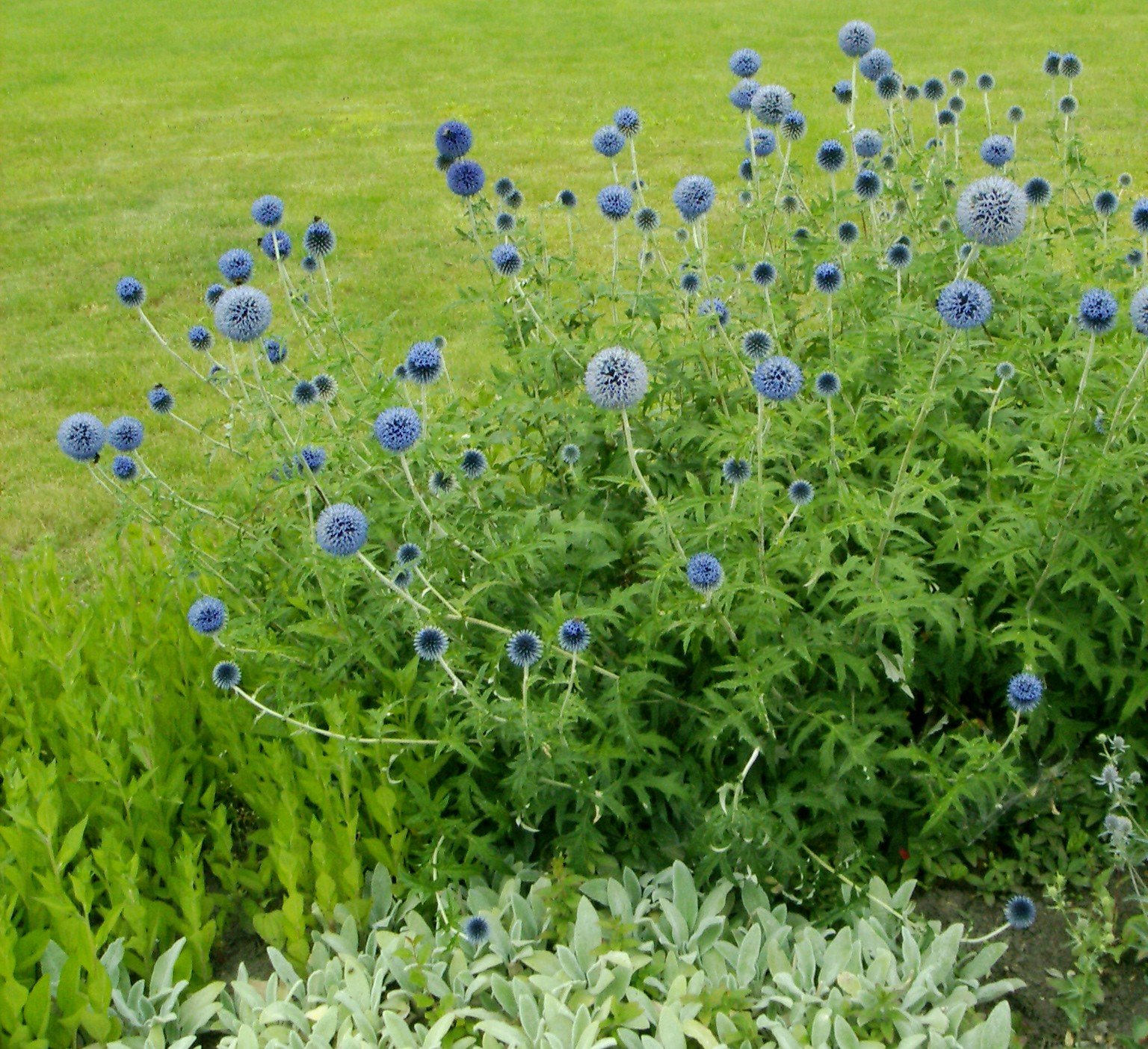
Il portamento

L'altezza di queste piante varia da 50 cm a 2 metri. La forma biologica della specie è emicriptofita scaposa (H scap): ossia è una pianta perennante tramite gemme situate sul terreno e con asse fiorale allungato e con poche foglie. L'indumento di questa specie consiste in peli ghiandolosi (sui fusti, sulla pagina superiore delle foglie e sulle squame involucrali esterne) per cui si presenta con un aspetto vischioso.

### Radici
Le radici sono secondarie.

### Fusto
La parte aerea del fusto è eretta, cilindrica e ramosa-corimbosa; la superficie è striato-solcata. L'aspetto è bianco-tomentoso soprattutto sotto l'infiorescenza per peli ghiandolari chiari lunghi da 0,3 a 0,6 mm.

### Foglie

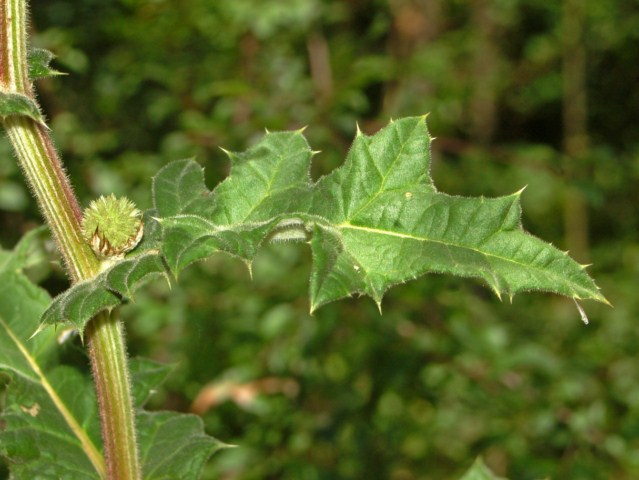
La foglia

Le foglie sono decidue e lungo il fusto sono disposte in modo alterno; quelle inferiori sono picciolate, mentre quelle superiori sonno amplessicauli. La forma della lamina è oblunga del tipo da lobato a sinuoso-1-2-pennatifida suddivisa in diversi segmenti triangolari percorsi da visibili nervature; il margine è dentato – spinoso, revoluto e termina con delle spinule pungenti lunghe 2–4 mm. La pagina superiore è ruvida, glabra e di colore verde scuro, quella inferiore è bianco-cotonosa. La consistenza delle foglie è lievemente coriacea. Dimensione delle foglie: lunghezza 10 – 40 cm; la porzione centrale indivisa della foglia è larga 1 – 3 cm; i segmenti laterali sono larghi fino a 8 mm.

### Infiorescenza

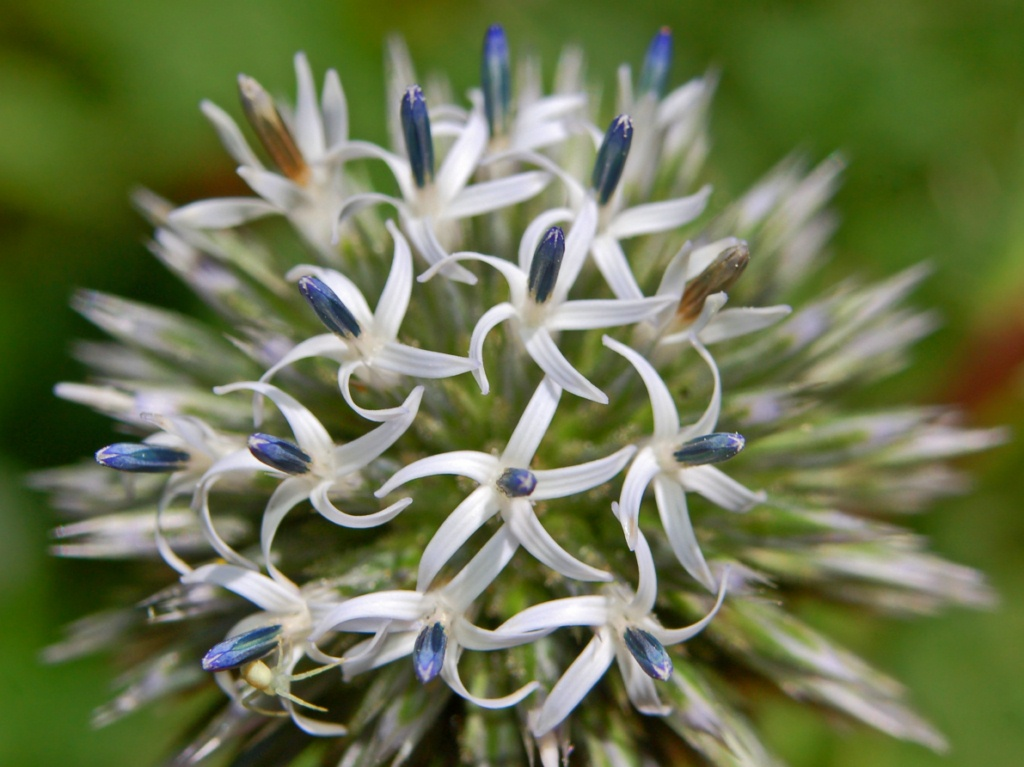
Infiorescenza

Le infiorescenze di tipo composto sono formate da numerose sfere terminali. Ogni infiorescenza è formata da numerosi capolini riuniti a formare una struttura sferica (o globosa). La dimensione dell'infiorescenza può arrivare fino a 6 cm di diametro (normalmente 35 – 50 mm). Ogni capolino è unifloro, ossia possiede un solo fiore tubuloso circondato da diverse serie di squame o brattee glabre verdi-azzurrognole lunghe 13 mm a forma lineare-rombica e cigliate ai bordi; le squame sono libere (non saldate fra di loro). Alla base dell'involucro sono presenti delle pagliette basali di 8 mm. Tale struttura morfologica è propria di questo tipo di fiori e viene chiamata da alcuni botanici  florula o sinflorescenza (capolino sarebbe in questo caso una denominazione impropria). Lunghezza dei capolini: 15 – 25 mm.

### Fiore
I fiori sono tutti del tipo tubuloso (il tipo ligulato, i fiori del raggio, presente nella maggioranza delle Asteraceae,  qui è assente), sono inoltre ermafroditi, tetraciclici (cioè a 4 verticilli: calice – corolla – androceo – gineceo) e pentameri (il calce, la corolla e l'androceo sono formati da 5 parti). Inoltre ogni fiore (chiamato in questo caso capolino) dell'infiorescenza ha un suo proprio involucro.
- Formula fiorale:

- /x K {\displaystyle \infty }, [C (5), A (5)], G 2 (infero), achenio

- Calice: i sepali del calice sono ridotti o quasi inesistenti (il calice consiste in una minuta coroncina).
- Corolla: i petali sono saldati a tubo nella parte inferiore, aperti a stella (in 5 lobi a forma di lacinie) nella parte terminale. Le corolle sono bianche con sfumature azzurre a 5 lobi. Lunghezza delle corolle: 8 – 15 mm (parte tubolare: 2 – 6 mm; parte apicale 5 – 6 mm).
- Androceo: gli stami sono 5 con filamenti liberi e antere saldate a formare un manicotto attorno allo stilo.
- Gineceo: l'ovario è infero uniloculare formato da 2 carpelli; lo stilo è uno e profondamente bifido; gli stimmi hanno rami arcuato-divergenti e sporgono dalla corolla.
- Fioritura: da luglio a agosto (settembre).

### Frutti
Il frutto è un achenio ricoperto da peli rossicci irsuti con pappo. Il pappo è formato da diverse brevi squamette lineari e membranose; le squamette sono variamente saldate al corpo principale del frutto. Lunghezza del frutto: 7 – 8 mm. Lunghezza del pappo: 1 mm.

## Biologia
- Impollinazione: l'impollinazione avviene tramite insetti (impollinazione entomogama).
- Riproduzione: la fecondazione avviene fondamentalmente tramite l'impollinazione dei fiori (vedi sopra).
- Dispersione: i semi cadendo a terra (dopo essere stati trasportati per alcuni metri dal vento per merito del pappo – disseminazione anemocora) sono successivamente dispersi soprattutto da insetti tipo formiche (disseminazione mirmecoria).

## Distribuzione e habitat

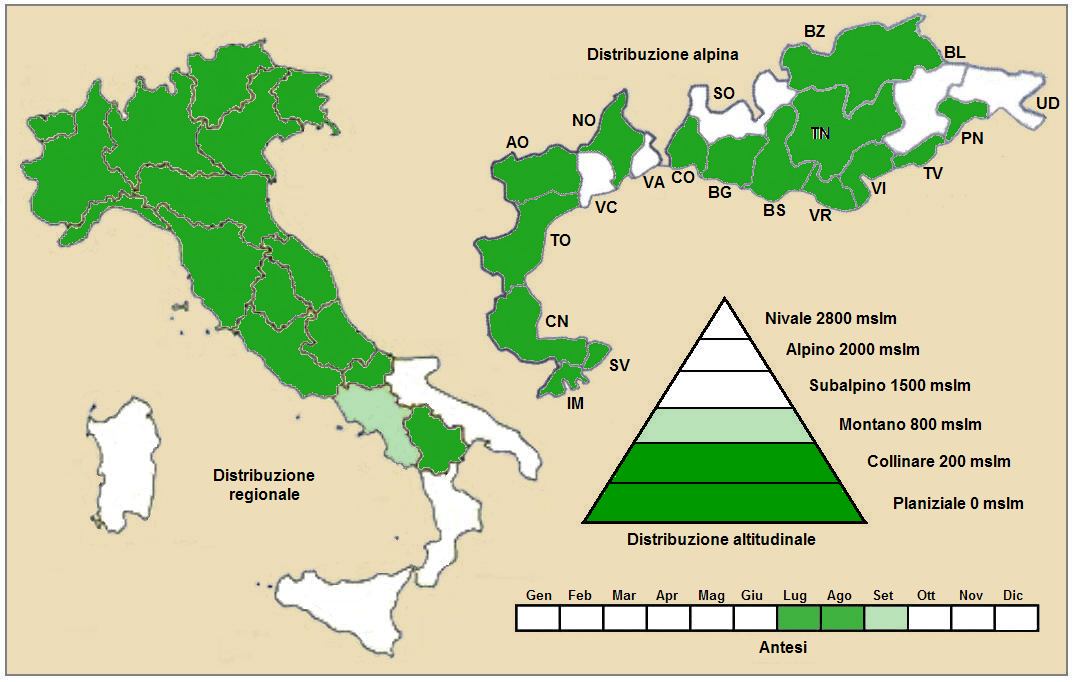
Distribuzione della pianta
(Distribuzione regionale – Distribuzione alpina)

- Geoelemento: il tipo corologico (area di origine) è Paleotemperato / Eurasiatico.
- Distribuzione: questa pianta in Italia è comune al nord-est, più rara altrove (è assente all'estremo sud e nelle isole). Nelle Alpi, oltreconfine, si trova in Francia (tutti i dipartimenti alpini), in Svizzera (cantoni Vallese, Ticino e Grigioni), in Austria (in tutti i Länder esclusa Austria Superiore). Sugli altri rilievi europei si trova nella Foresta Nera, Vosgi, Massiccio del Giura, Massiccio Centrale, Pirenei, Monti Balcani e Carpazi.[16] Inoltre è presente in tutta Europa, Asia settentrionale e America settentrionale.
- Habitat: l'habitat tipico di queste piante sono gli incolti sassosi, i greti dei fiumi e le zone ruderali; ma anche colture, vigne e oliveti. Il substrato preferito è calcareo ma anche calcareo/siliceo con pH basico, alti valori nutrizionali del terreno che deve essere umido.
- Distribuzione altitudinale: sui rilievi queste piante si possono trovare fino a 100 m s.l.m. e oltre; frequentano quindi il piano vegetazionale planiziale – a livello del mare e in parte quello collinare (raramente quello montano).

### Fitosociologia

#### Areale alpino
Dal punto di vista fitosociologico alpino Echinops sphaerocephalus appartiene alla seguente comunità vegetale:
Formazione: delle comunità perenni nitrofile
Classe: Artemisietea vulgaris
Ordine: Onopordetalia acanthii
Alleanza: Onopordion acanthii

#### Areale italiano
Per l'areale completo italiano Echinops sphaerocephalus appartiene alla seguente comunità vegetale:
Macrotipologia: vegetazione erbacea sinantropica, ruderale e megaforbieti.
Classe: Artemisietea vulgaris Lohmeyer, Preising & Tüxen ex Von Rochow, 1951
Ordine: Onopordetalia acanthii Br.-Bl. & Tüxen ex Klika in Klika & Hadač, 1944
Alleanza: Onopordion acanthii Braun-Blanq.in Braun-Blanq., Gajewski, Wraber & Walas, 1936
Descrizione: l'alleanza Onopordion acanthii è relativa alle comunità antropiche (pioniere ruderali e nitrofile) formata dai grandi cardi (generi Onopordum, Carduus, Cirsium e altri) a ciclo biologico annuale, biennale o perenne con portamento a rosetta a fioritura tardo-invernale o estiva e con un microclima temperato (variabile da subcontinentale a submediterraneo). Il terreno sul quale si sviluppa questa comunità deve essere rimosso e non umido. La distribuzione di questa alleanza è soprattutto nell’Europa continentale (Ucraina, Ungheria e Monti Balcani) con diffusione in tutto il resto dell’Europa. In Italia l’alleanza è localizzata sulle Alpi e nelle porzioni subcontinentali degli Appennini.
Specie presenti nell'associazione: Ballota nigra, Artemisia vulgaris, Achillea millefolium, Artemisia absinthium, Carduus acanthoides, Nepeta cataria, Elytrigia repens e Onopordum acanthium.

## Tassonomia
La famiglia di appartenenza di questa voce (Asteraceae o Compositae, nomen conservandum) probabilmente originaria del Sud America, è la più numerosa del mondo vegetale, comprende oltre 23.000 specie distribuite su 1.535 generi, oppure 22.750 specie e 1.530 generi secondo altre fonti (una delle checklist più aggiornata elenca fino a 1.679 generi). La famiglia attualmente (2021) è divisa in 16 sottofamiglie.
La tribù Cardueae (della sottofamiglia Carduoideae) a sua volta è suddivisa in 12 sottotribù (la sottotribù Echinopsinae è una di queste).
Il genere Echinops L. comprende oltre 213 specie (delle quali mezza dozzina sono presenti spontaneamente sul territorio italiano) originarie soprattutto della fascia che va dall'Asia Minore fino ai monti Altai.

### Filogenesi
Echinops sphaerocephalus appartiene alla sezione Ritro (o Echinops secondo altri autori): le squame involucrali sono tutte libere e non si prolungano in lunghe spine (caratteristica invece dell'altra sezione chiamata Ritrodes).

Il numero cromosomico di Echinops sphaerocephalus è: 2n = 30 e 32.

### Variabilità
Per questa specie sono riconosciute alcune varietà:
- subsp. sphaerocephalus: è la stirpe più diffusa in Italia; il fusto e le squame esterne dell'involucro sono ricoperte da peli ghiandolari, mentre le squame interne sono glabre o ricoperte da peli semplici; il diametro del capolino è di 20 – 22 mm.

- subsp. albidus (Boiss. e Spruner) Kožuharov, 1975: le squame dell'involucro sono tutte glabre; il fusto ha peli misti (semplici – ghiandolari); i capolini sono più piccoli (15 – 18 mm); è presente al sud (sottospecie descritta da Pignatti e indicata nelle ultime checklist della flora spontanea italiana).

- subsp. taygeteus (Boiss. & Heldr.) Kožuharov, 1975 : varietà presente in Grecia.

- var. koelzii (Rech.f.) Parsa: varietà presente in Iran.

### Sinonimi
Questa entità ha avuto nel tempo diverse nomenclature. L'elenco seguente indica alcuni tra i sinonimi più frequenti:

- Echinops albidus Boiss. & Spruner  = subsp. albidus
- Echinops altaicus  Hort. ex DC. = subsp. sphaerocephalus
- Echinops cirsiifolius  (K.Koch) Grossh. = subsp. sphaerocephalus
- Echinops erevanensis  Mulk. = subsp. sphaerocephalus
- Echinops horridus  Link = subsp. sphaerocephalus
- Echinops major  St.-Lag. = subsp. sphaerocephalus
- Echinops maximus  Siev. ex Pall. = subsp. sphaerocephalus
- Echinops macedonicus Formánek = subsp. sphaerocephalus
- Echinops multiflorus Lam. = subsp. sphaerocephalus
- Echinops paniculatus  J.Jacq. = subsp. sphaerocephalus
- Echinops rochelianus var. cirsiifolius  K.Koch = subsp. sphaerocephalus
- Echinops sphaerocephalus var. koelzii  (Rech.f.) Parsa = subsp. sphaerocephalus
- Echinops sphaerocephalus var. sphaerocephalus = subsp. sphaerocephalus
- Echinops taygeteus Boiss. & Heldr.  = subsp. taygeteus
- Echinops villosus  Hort. ex DC. = subsp. sphaerocephalus
- Echinops viscosus  Rchb. = subsp. sphaerocephalus
- Echinopus sphaerocephalus  (L.) Scop. = subsp. sphaerocephalus

### Specie simili
- Echinops exaltatus L. - Cardo-pallottola semplice: l'infiorescenza in genere è unica e raggiunge i 15 dm di altezza; le foglie sono più piccole e senza peli ghiandolari; le spinule non sono pungenti; le squame sono lunghe 8–9 mm.
- Echinops ritro L. -  Cardo-pallottola coccodrillo: è meno alto (massimo 80 cm), il fusto è ramoso con molte infiorescenze, le foglie sono più sottili ma con spinule più lunghe, i globi al massimo arrivano a 45 mm di diametro e sono colorati di azzurro.

## Altre notizie
Il cardo-pallottola maggiore in altre lingue viene chiamato nei seguenti modi:
- (DE)  Bienen-Kugeldistel
- (FR)  Échinops à tête ronde